# 서언

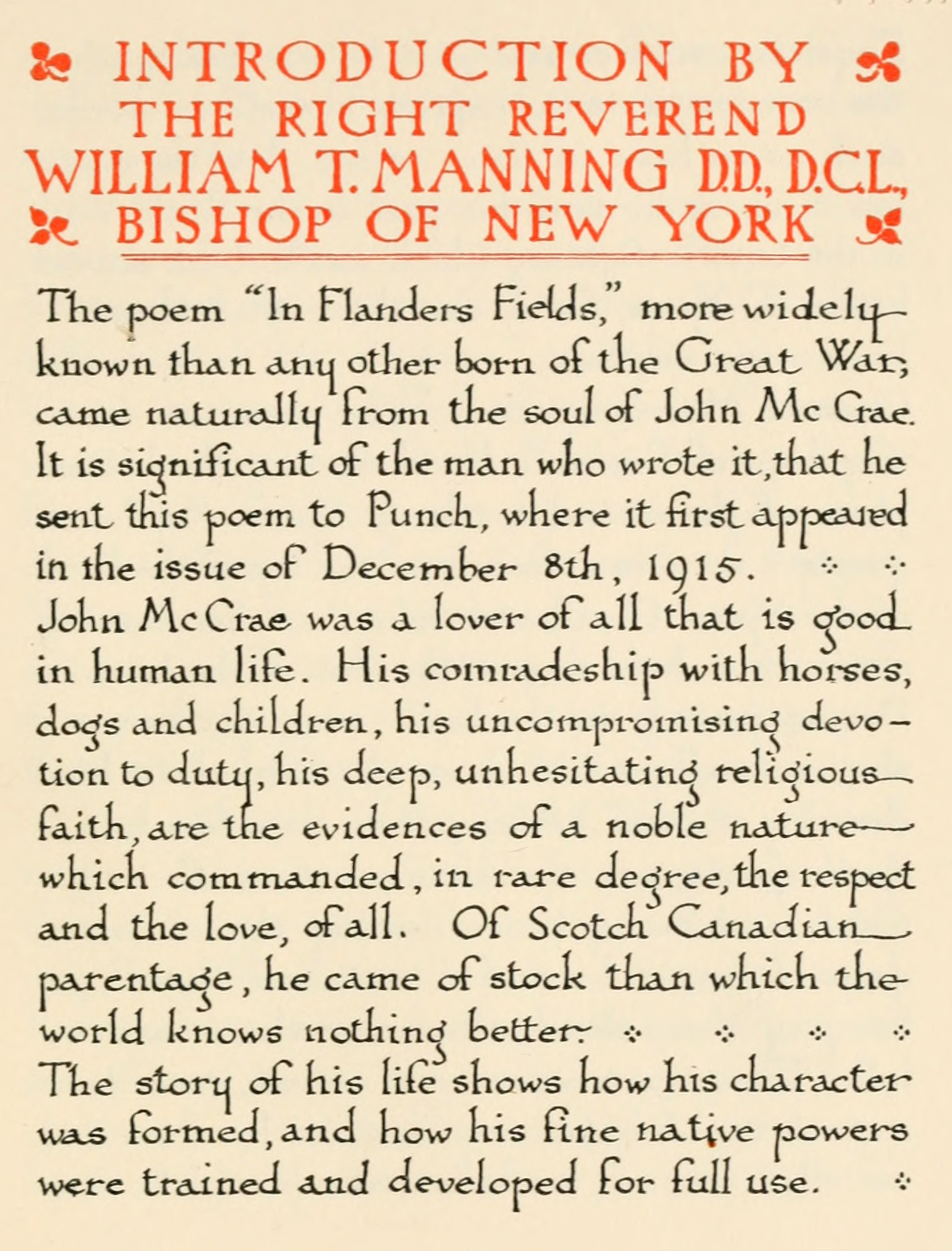

서언(序言 또는 緖言)이란, 책이나 문학 작품의 시작 부분에 작품의 목표와 목적에 관해 쓰여진 글의 부분이다. 서언은 작품에 대한 흥미를 불러일으키며, 작품을 읽으려는 독자들에게 호기심을 야기시키는 역할을 한다. 서언은 작품에 대한 질문이나 서술의 문장 형식을 하고 있으며, 본문의 개요 뒤에 둔다.

## 같이 보기
- 서문
- 추천서문

## 참고 문헌
- See The difference between a preface, foreword, and introduction on patmcnees.com